# Абу-ль-Фіда
Абу́-ль-Фіда́ (Ісмаїл ібн Алі; *1273 — †1331) — арабський історик та географ. Як спадковий правитель аюбідського емірату Хами (Сирія), перебував на службі в мамлюкських султанів.
Склав компілятивний твір «Скорочена історія роду людського» («Мухтасар фі таріх аль-башар», щось на зразок мусульманської всесвітньої історії) в значній частині на основі праці Ібн аль-Асіра, але зі своїми доповненнями. В цьому творі викладаються події з найдавніших часів до 1329. Абу-ль-Фіда склав також описову географію «Впорядкування країн» («Таквім аль-бульдан»), вперше частково опубліковану в Лондоні в 1650 році Грівсом. Твір являє собою космографію, вміщує таблиці з координатами місцевості.